# طريق التوحيد (منطقة عسير)
طريق التوحيد أو عقبة التوحيد، هو طريق يربط محافظة النماص بمحافظة المجاردة بمنطقة عسير جنوب المملكة العربية السعودية.

## الأهمية
تكمن أهمية هذا الطريق كونه يربط محافظة النماص بمحافظة المجاردة، حيث يزيد عدد مستخدمي هذا الطريق بشكل كبير في فصل الشتاء نظرًا لانخفاض درجة الحرارة في محافظة النماص وما جاورها وينتقل بعض سكان تلك المناطق إلى المناطق الدافئة شتاءً كمحافظة المجاردة وما جاورها، كما يزيد نشاط هذا الطريق أيضًا في الصيف نظرة لزيادة عدد السياح الراغبين في الانتقال إلى المناطق الباردة. كما يعتبر الطريق أحد الطرق السياحية في المنطقة.

## الافتتاح
افتتح الأمير تركي بن طلال بن عبدالعزيز أمير منطقة عسير رئيس هيئة تطوير المنطقة في: 11 محرم 1443 هـ الموافق: 19 أغسطس 2021 م، الطريق الرابط بين سراة محافظة النماص ومحافظة المجاردة بتهامة عسير، بمسافة تقدر بـ19.5 كيلومترا، بحضور معالي وزير النقل والخدمات اللوجستية المهندس صالح بن ناصر الجاسر. وأطلق سموه مسمى «عقبة التوحيد» على المشروع، مشيراً إلى أن التوحيد بطولة جمعت القلوب مع الدروب ووحّدت السهل مع الجبل وأوفت بالوعد، ولذا حق لهذه الدروب أن تلبس ثوب البطولة.

## التاريخ
أنشأ أول طريق يربط محافظة النماص بمحافظة المجاردة في عام: 1402هـ  وكان يسمى (عقبة سنان)، وكان الطريق وعر وشديد الانحدار.